# Ephemerum conicum
Ephemerum conicum är en bladmossart som beskrevs av C. Müller 1879. Ephemerum conicum ingår i släktet dagmossor, och familjen Ephemeraceae. Inga underarter finns listade i Catalogue of Life.